# 八田川 (愛知県)

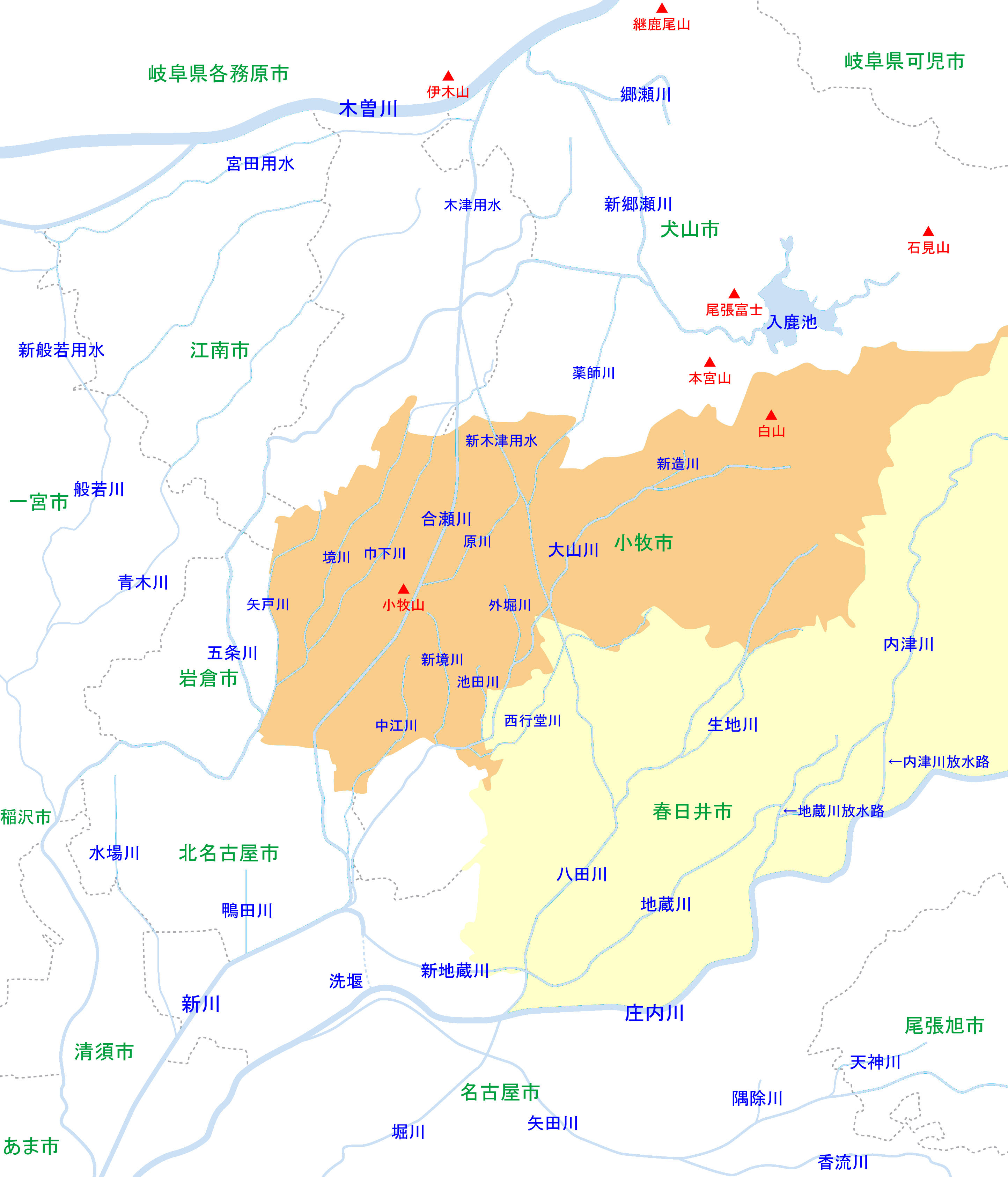
小牧市・春日井市周辺河川の位置関係図

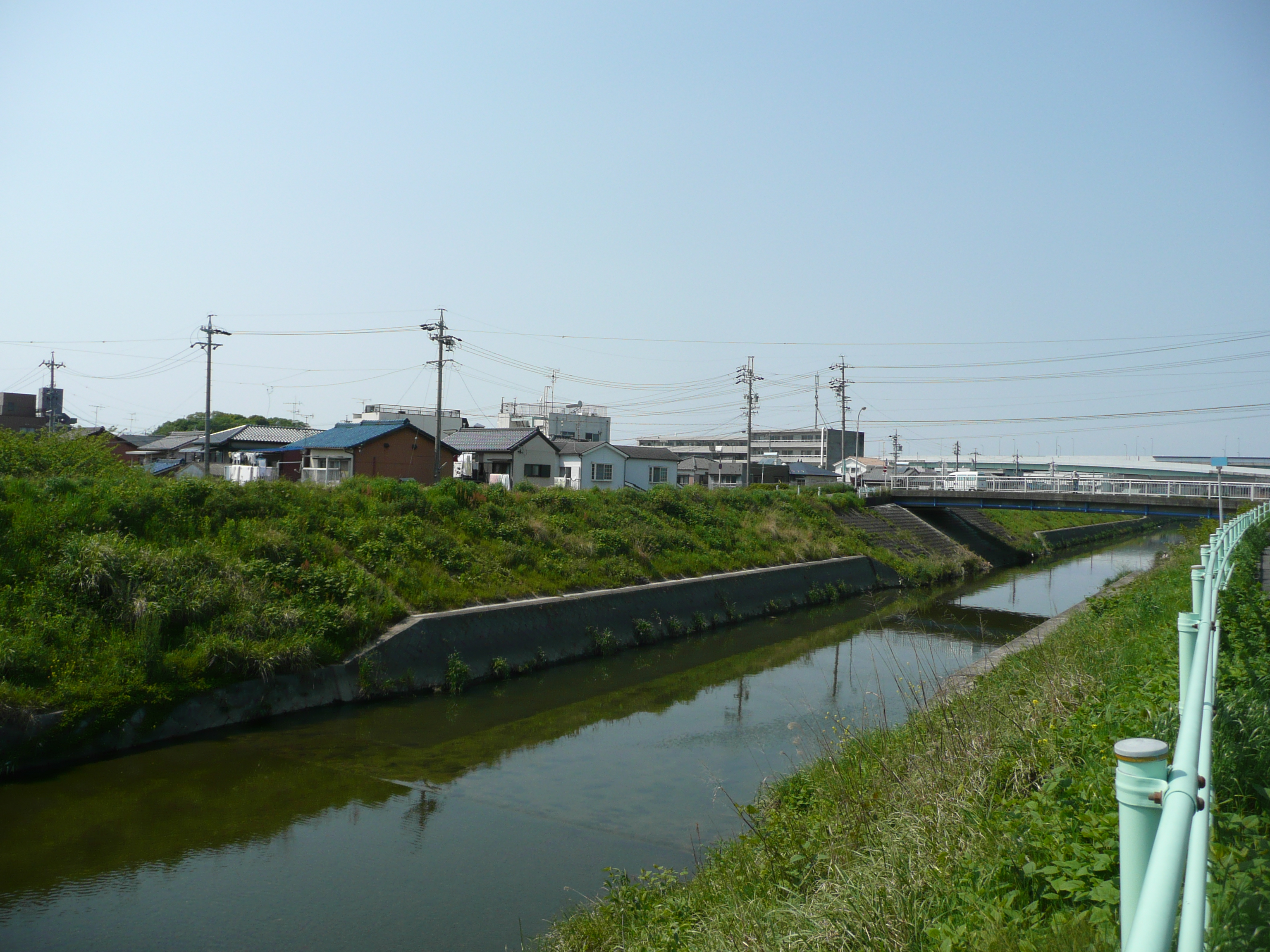
地蔵川と交差する八田川

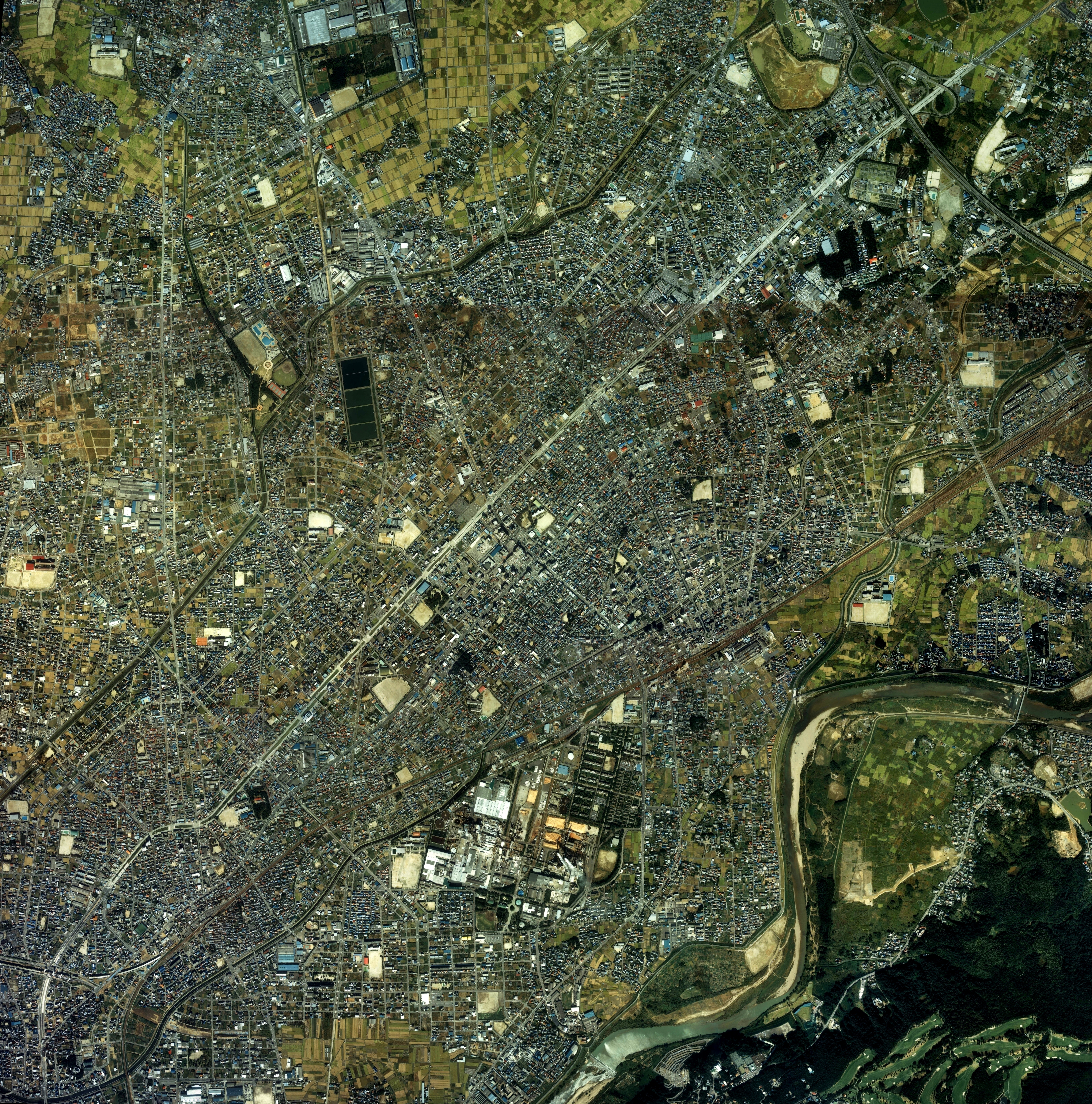
愛知県春日井市を流れる八田川（新木津用水との合流部）
1987年度（昭和62年度）に撮影された

八田川（はったがわ）は、愛知県の主に小牧市および春日井市を流れる庄内川水系の一級河川である。

## 地理
愛知県小牧市東部にあるため池「太良下池（だいらしもいけ）」に源を発し南西に流れる。春日井市東部で生地川を、春日井市中部で新木津用水をそれぞれ合わせ、春日井市西部で地蔵川と交差する。春日井市と名古屋市北区・守山区の境界で庄内川に合流する。
春日井市内では、川沿いに遊歩道や公園などが、整備されている。

## 流域の自治体
愛知県
小牧市、春日井市、名古屋市北区

## 支流
- 生地川（または生路川）
- 新木津用水

## 関連書籍
- 『八田川・大山川放水路合流部水理模型実験報告書（1985年）』建設省土木研究所著（建設省土木研究所河川部都市河川研究室、1985年）
- 『庄内川・八田川合流部水理模型実験最終報告書（1985年）』建設省土木研究所著（建設省土木研究所河川部都市河川研究室、1985年）
- 『小牧の川・用水～小牧叢書19』小牧市文化財資料研究員会編（小牧市教育委員会、2004年）

- 小牧叢書（19）「小牧の川・用水」
- 小牧市内を流れる河川